# Zisterzienserinnenkloster San Bernardo (Burgos)
Das Zisterzienserinnenkloster San Bernardo (Burgos) ist seit 1180 ein Kloster der Zisterzienserinnen zuerst in Renuncio bei Burgos, dann in Burgos in Spanien.

## Geschichte
Das 1180 in Renuncio (7 Kilometer südwestlich Burgos) gestiftete Nonnenkloster wurde 1379 zisterziensisch, wechselte in die Stadt Burgos und siedelte zuerst im Convento de las Bernardas („der Bernhardinerinnen“) in der Straße Calle Calzadas 3 (heute Städtische Musikschule), ab 1973 im Kloster der Madres Bernardas in der Straße Paseo de los Pisones 60. Der Konvent gehört zur Zisterzienserinnenkongregation San Bernardo (C.C.S.B.). Deren Hauptkloster Las Huelgas befindet sich ebenfalls in Burgos, wo es mithin eine doppelte Präsenz von Bernhardinerinnen gibt.